# Grep
grep（グレップ、グレプ）は、UNIXおよびUnixオペレーティングシステムにおけるコマンド。テキストファイル中から、正規表現に一致する行を検索して出力する。

## 概要
grep の名の由来は、ラインエディタedのコマンド g/re/p である。その意味するところは「global regular expression print(ファイル全体から/正規表現に一致する行を/表示する)」で略号になっている。
姉妹コマンドとして、正規表現ではなくリテラル（即値文字列）のみを扱う高速な fgrep、拡張正規表現が使える egrep がある。POSIX では fgrep、egrep を旧形式としていて、それぞれ grep -F、grep -E を使うことを標準としている。Linux Standard Baseでも指定コマンドになっている。

## 使用法
grep コマンドの基本的な使い方は
```
grep
 
オプション
 
パターン
 
ファイル
```

である。
ファイルは複数指定することができ、また省略して標準入力から検索することもできる。
オプションには次のようなものがある：
- -i : アルファベットの大文字小文字の区別をしない。
- -o：パターンに一致した箇所のみ出力する。
- -v : パターンに一致しない行を出力する。
- -r : ファイルとしてディレクトリを指定し、その中の全てのファイルと、再帰的に下位ディレクトリに対して検索する。
- -q：何も出力しない。
- -E : 拡張正規表現を使用する。egrep コマンドと同じ動作をする。
- -F : 正規表現ではなくリテラルを使用する。fgrep コマンドと同じ動作をする。

## 移植
テキストから文字列を検索するプログラムとして、有志により、 Microsoft Windows 用にgrepWinとしてGUI付きで移植されている。